# Kashiani
Kashiani è un sottodistretto (upazila) del Bangladesh situato nel distretto di Gopalganj, divisione di Dacca. Si estende su una superficie di 299,64 km² e conta una popolazione di 205.596 abitanti (dato censimento 1991).